# Виллемс, Фредерик
Фредерик Виллемс (нидерл. Frederik Willems; род. 8 сентября 1979 в Экло, Бельгия) — бывший бельгийский профессиональный шоссейный велогонщик. В 2009 году первенствовал на многодневке «Три дня Де-Панне».

## Достижения
1999
1-й Этап 4 Тур Льежа
2000
1-й Этап 1 Гран-при Вильгельма Телля
2-й Тур Фландрии U23
3-й Трипик дес Барраж
1-й Этап 3
2001
1-й Пролог Тур Льежа
1-й Этап 4 Трипик дес Монт эт Шато
2002
1-й Этап 7 Вуэльта Кубы
2004
Три дня Де-Панне
1-й  Горная классификация
10-й Тур де л'Авенир
2005
10-й Тур Валлонии
2006
1-й  Этуаль де Бессеж
1-й Этап 1
1-й Этап 4 Тур Британии
4-й Три дня Западной Фландрии
5-й Стер Электротур
1-й Этап 3
7-й Нокере Курсе
2008
3-й Омлоп Мандел-Лейе-Схелде
5-й Брабантсе Пейл
2009
1-й  Три дня Де-Панне
3-й Омлоп Мандел-Лейе-Схелде
6-й Брабантсе Пейл

## Статистика выступлений

### Гранд-туры
| Гонка           | 2007 | 2008 | 2009 | 2010 | 2011 | 2012 | 2013 |
| --------------- | ---- | ---- | ---- | ---- | ---- | ---- | ---- |
| Джиро д'Италия  | —    | —    | —    | —    | —    | —    | 116  |
| Тур де Франс    | 72   | 111  | 83   | —    | НФ   | —    | 163  |
| Вуэльта Испании | —    | —    | —    | 86   | —    | 142  | —    |

| —  | Не участвовал  |
| НФ | Не финишировал |